# Jay O. Sanders
Jay Olcutt Sanders (Austin, 16 aprile 1953) è un attore statunitense.

## Biografia
Inizia la sua carriera a teatro, interpretando negli anni settanta diverse opere shakespeariane. Negli anni ottanta si avvicina alle nuove forme di comunicazione, interpretando la voce narrante di molti audiolibri. Debutta in una pellicola cinematografica nel 1979, nel ruolo secondario in E ora: punto e a capo di Alan J. Pakula. Alterna con successo l'attività teatrale con quella cinematografica.
Nel corso della sua carriera ha partecipato a varie pellicole quali JFK - Un caso ancora aperto, Senza difesa, Daylight - Trappola nel tunnel, La musica del cuore, Nella morsa del ragno, The Day After Tomorrow - L'alba del giorno dopo, 5 appuntamenti per farla innamorare, Catfight - Botte da amiche, Matrimonio per sbaglio e His Three Daughters.
Nel 2011 prende parte al film Lanterna Verde basato sui fumetti DC Comics, nel ruolo di Carl Ferris. Recita la parte del personaggio Alex Barker nel 2013, nella serie televisiva della NBC American Odyssey, mentre dal 2015 al 2016 recita nella prima stagione di Blindspot, interpretando la parte di Bill Weller.

### Vita privata
È sposato dal 1991 con l'attrice teatrale Maryann Plunkett, vincitrice di un Tony Award, dalla quale ha avuto un figlio, Jamie, nato nel 1994.

## Filmografia

### Cinema
- E ora: punto e a capo (Starting Over), regia di Alan J. Pakula (1979)
- Hanky Panky - Fuga per due (Hanky Panky), regia di Sidney Poitier (1982)
- La foresta silenziosa (Cross Creek), regia di Martin Ritt (1983)
- La fuga di Eddie Macon (Eddie Macon's Run), regia di Jeff Kanew (1983)
- Battaglione di disciplina (The Misfit Brigade), regia di Gordon Hessler (1987)
- Il principe di Pennsylvania (The Prince of Pennsylvania), regia di Ron Nyswaner (1988)
- Tucker - Un uomo e il suo sogno (Tucker: The Man and His Dream), regia di Francis Ford Coppola (1988)
- Mr. Destiny, regia di James Orr (1990)
- Just Like in the Movies, regia di Bram Towbin e Mark Halliday (1990)
- Tentazione di Venere (Meeting Venus), regia di István Szabó (1991)
- JFK - Un caso ancora aperto (JFK), regia di Oliver Stone (1991)
- Senza difesa (Defenseless), regia di Martin Campbell (1991)
- Detective coi tacchi a spillo (V.I. Warshawski), regia di Jeff Kanew (1991)
- Fantasma per amore (My Boyfriend's Back), regia di Bob Balaban (1993)
- Angels (Angels in the Outfield), regia di William Dear (1994)
- Il bacio della morte (Kiss of Death), regia di Barbet Schroeder (1995) – non accreditato
- Una squadra di classe (The Big Green), regia di Holly Goldberg Sloan (1995)
- Tre desideri (Three Wishes), regia di Martha Coolidge (1995)
- Daylight - Trappola nel tunnel (Daylight), regia di Rob Cohen (1996)
- In ricchezza e in povertà (For Richer or Poorer), regia di Brian Spycer (1997)
- Il collezionista (Kiss the Girls), regia di Gary Fleder (1997)
- Amori e imbrogli (The Matchmaker), regia di Mark Joffe (1997)
- Wrestling with Alligators, regia di Laurie Weltz (1998)
- La strana coppia II (The Odd Couple II), regia di Howard Deutch (1998)
- The Confession (The Confession) (1998)
- In cerca d'amore (Tumbleweeds), regia di Gavin O'Connor (1999)
- La musica del cuore (Music of the Heart), regia di Wes Craven (1999)
- Endsville, regia di Steven Cantor (2000)
- Dead Dog, regia di Christopher Goode (2001)
- Nella morsa del ragno (Along Came a Spider), regia di Lee Tamahori (2001)
- Abby Singer, regia di Ryan R. Williams (2003)
- Second Born, regia di Jevon Roush (2003)
- The Day After Tomorrow - L'alba del giorno dopo (The Day After Tomorrow), regia di Roland Emmerich (2004)
- Shooting Livien, regia di Rebecca Cook (2005)
- Half Nelson, regia di Ryan Fleck (2006)
- Matrimonio per sbaglio (Wedding Daze), regia di Michael Ian Black (2006)
- Cartolina d'estate (Greetings from the Shore), regia di Greg Chwerchak (2007)
- Vartan LLP, regia di Myles Price – cortometraggio (2007)
- Happenstance, regia di Joyce Draganosky – cortometraggio (2007)
- Kill the Day, regia di Gavin Wiesen – cortometraggio (2008)
- Prana, regia di Joslyn Barnes – cortometraggio (2008)
- The Dissection of Thanksgiving, regia di Rafael Monserrate (2008)
- Cadillac Records, regia di Darnell Martin (2008)
- Revolutionary Road, regia di Sam Mendes (2008)
- 5 appuntamenti per farla innamorare (I Hate Valentine's Day), regia di Nia Vardalos (2009)
- The Undying, regia di Steven Peros (2009)
- Loser, regia di Nicholas Feitel – cortometraggio (2009)
- Fuori controllo (Edge of Darkness), regia di Martin Campbell (2010)
- Zenith, regia di Vladan Nikolic (2010)
- Lanterna Verde (Green Lantern), regia di Martin Campbell (2011)
- Il gioiellino, regia di Andrea Molaioli (2011)
- A Novel Romance, regia di Allie Dvorin (2011)
- I'm Coming Over, regia di Sam Handel – cortometraggio (2011)
- Blue, regia di Igor Yankilevich – cortometraggio (2012)
- Northern Borders, regia di Jay Craven (2013)
- The River, regia di Sam Handel – cortometraggio (2013)
- Vice, regia di Kieron Barry – cortometraggio (2013)
- Guardian Angel Blues, regia di Ela Thier – cortometraggio (2013)
- Catfight - Botte da amiche (Catfight), regia di Onur Tukel (2016)
- A Loss of Shadows, regia di Jack Walker-Pearson e Patrick Scherrer (2017)
- A Scientist's Guide to Living and Dying, regia Nitzan Mager e Shachar Langlev (2018)
- Hamlet 360: Thy Father's Spirit, regia di Steven Maler (2019)
- DC NOIR, regia di Gbenga Akinnagbe e Stephen Kinigopoulos (2019)
- Quando avrai finito di salvare il mondo (When You Finish Saving the World), regia di Jesse Eisenberg (2022)
- His Three Daughters, regia di Azazel Jacobs (2023)

### Televisione
- The Day Christ Died, regia di James Cellan Jones – film TV (1980)
- ABC Afterschool Specials – serie TV, episodio 10x02 (1981)
- Living Proof: The Hank Williams, Jr. Story, regia di Dick Lowry – film TV (1983)
- AfterMASH – serie TV, 10 episodi (1983-1984)
- A Doctor's Story, regia di Peter Levin – film TV (1984)
- Miami Vice – serie TV, episodio 1x17 (1985)
- Spenser (Spenser: For Hire) – serie TV, episodio 1x05 (1985)
- Rage of Angels: The Story Continues, regia di Paul Wendkos – film TV (1986)
- Crime Story – serie TV, 12 episodi (1986-1988)
- Jack, investigatore privato (Private Eye) – serie TV, episodio 1x01 (1987)
- American Playhouse – serie TV, episodio 7x06 (1988)
- Private Eye, regia di Mark Tinker – film TV (1988)
- Un uomo chiamato Falco (A Man Called Hawk) – serie TV, episodio 1x02 (1989)
- Kate e Allie (Kate & Allie) – serie TV, episodio 6x11 (1989)
- I ragazzi della prateria (The Young Riders) – serie TV, episodio 1x02 (1989)
- La straniera (Cold Sassy Tree), regia di Joan Tewkesbury – film TV (1989)
- Booker – serie TV, episodio 1x05 (1989)
- Avvocati a Los Angeles (L.A. Law) – serie TV, episodio 4x18 (1990)
- Hawaii paradiso di sangue (Revealing Evidence: Stalking the Honolulu Strangler), regia di Michael Switzer – film TV (1990)
- Pappa e ciccia (Roseanne) – serie TV, episodi 2x16-3x25 (1990-1991)
- Hostages, regia di David Wheatley – film TV (1992)
- Tribeca – serie TV, episodio 1x06 (1993)
- Crossroads – serie TV, episodio 1x06 (1993)
- Rio Shannon, regia di Mimi Leder – film TV (1993)
- Un medico tra gli orsi (Northern Exposure) – serie TV, episodio 5x03 (1993)
- State of Emergency, regia di Lesli Linka Glatter – film TV (1994)
- Nobody's Children, regia di David Wheatley – film TV (1994)
- New York Undercover – serie TV, episodio 1x09 (1994)
- Oltre i limiti (The Outer Limits) – serie TV, episodio 1x15 (1995)
- Down Came a Blackbird, regia di Jonathan Sanger – film TV (1995)
- Silver Strand, regia di George Miller – film TV (1995)
- Colomba solitaria (Lonesome Dove: The Outlaw Years) – serie TV, episodio 1x09 (1995)
- Delitto in rete (The Prosecutors), regia di Rod Holcomb – film TV (1996)
- Nothing Sacred – serie TV, episodio 1x01 (1997)
- Destino fatale (Earthly Possessions), regia di James Lapine – film TV (1999)
- The Jack Bull, regia di John Badham – film TV (1999)
- ATF, regia di Dean Parisot – film TV (1999)
- Law & Order - I due volti della giustizia (Law & Order) – serie TV, episodi 9x19-13x08 (1999-2002)
- Wonderland – serie TV, episodio 1x01 (2000)
- Picnic, regia di Ivan Passer – film TV (2000)
- The Familiar Stranger, regia di Alan Metzger – film TV (2001)
- Il boss dei boss (Boss of Bosses), regia di Dwight H. Little – film TV (2001)
- The Last Brickmaker in America, regia di Gregg Champion – film TV (2001)
- Law & Order: Criminal Intent – serie TV, 9 episodi (2002-2011)
- Widows – miniserie TV, 4 puntate (2002)
- Salem Witch Trials, regia di Joseph Sargent – film TV (2002)
- Sniper - 23 ore di terrore a Washington D.C. (D.C. Sniper: 23 Days of Fear), regia di Tom McLoughlin – film TV (2003)
- Hack – serie TV, episodio 2x14 (2004)
- The Valley of Light, regia di Brent Shields – film TV (2007)
- Damages – serie TV, episodio 2x11 (2009)
- Body of Proof – serie TV, episodio 2x07 (2011)
- The Good Wife – serie TV, episodi 3x07-7x14 (2011-2016)
- Pan Am – serie TV, episodi 1x04-1x10-1x14 (2011-2012)
- Person of Interest – serie TV, 9 episodi (2012-2014)
- Blue Bloods – serie TV, episodio 2x17 (2012)
- Unforgettable – serie TV, episodio 1x18 (2012)
- My America – serie TV, episodio 1x18 (2012)
- Hostages – serie TV, episodio 1x12 (2013)
- True Detective – serie TV, episodi 1x01-1x06 (2014)
- American Odyssey - serie TV, 8 episodi (2015)
- Blindspot – serie TV, 9 episodi (2015-2016)
- Sneaky Pete – serie TV, 15 episodi (2017-2018)
- The Gabriels: Election Year in the Life of One Family – miniserie TV, puntate 01-02-03 (2017)
- Chicago Med – serie TV, episodio 3x10 (2018)
- The Sinner – serie TV, 7 episodi (2018)
- Manhunt – serie TV, 6 episodi (2020)

## Doppiatori italiani
Nelle versioni in italiano delle opere in cui ha recitato, Jay O. Sanders è stato doppiato da:
- Stefano De Sando in La foresta silenziosa, Angels, In cerca d'amore, 5 appuntamenti per farla innamorare
- Luca Biagini in Amori e imbrogli, Blindspot, His Three Daughters
- Nino Prester in JFK - Un caso ancora aperto, Il collezionista
- Alessandro Rossi in Una squadra di classe, Daylight - Trappola nel tunnel
- Massimo Rinaldi in Tucker - Un uomo e il suo sogno
- Sergio Di Stefano in Glory - Uomini di gloria
- Giorgio Locuratolo in Senza difesa
- Oreste Rizzini in Detective coi tacchi a spillo
- Claudio Fattoretto in Fantasma per amore
- Paolo Lombardi in In ricchezza e in povertà
- Massimo Corvo in The Confession
- Sandro Iovino in La musica del cuore
- Eugenio Marinelli in Il boss dei boss
- Michele Di Mauro in Law & Order - Criminal Intent (ep. 2x01)
- Cesare Rasini in Law & Order - Criminal Intent (st. 10)
- Sergio Di Giulio in The Day After Tomorrow - L'alba del giorno dopo
- Natale Ciravolo in Matrimonio per sbaglio
- Angelo Nicotra in The Good Wife (ep. 3x07)
- Roberto Draghetti in The Good Wife (ep. 7x14)
- Diego Reggente in Fuori controllo
- Paolo Buglioni in Blue Bloods
- Fabrizio Pucci in Lanterna Verde
- Gil Baroni in Person of Interest (ep. 1x22)
- Saverio Indrio in Person of Interest (st. 2, ep. 3x16)
- Fabrizio Temperini in True Detective
- Michele Gammino in American Odyssey
- Stefano Mondini in Sneaky Pete